# Ce qu'on attend de nous
Ce qu'on attend de nous (titre original : What's Expected of Us) est une nouvelle de science-fiction écrite par Ted Chiang et parue en 2005 dans la revue Nature puis traduite en français et parue sous le titre Ce sur quoi il faudra compter dans la revue Fiction no 7 des éditions OPTA en 2008. Elle a ensuite été incluse dans le recueil Expiration publié en 2019 en langue originale puis traduit en français et paru en 2020, la nouvelle bénéficiant alors d'une nouvelle traduction de Théophile Sersiron sous le titre Ce qu'on attend de nous.

## Résumé
Un petit appareil, le Déducteur, ressemble à une télécommande. Il se compose d'un bouton et d'une grosse LED verte. Lorsqu'on appuie sur le bouton, le voyant clignote. Cependant, il se met à clignoter une seconde avant que le bouton ne soit pressé. L'explication tient dans le circuit à retard temporel négatif qui est au cœur du Déducteur : le bouton renvoie un signal dans le temps.
Des millions de Déducteurs ont été vendus. Ces appareils créent un monde dystopique en fournissant la preuve que le libre arbitre est en réalité un mythe : l'avenir est prédéterminé et immuable. En conséquence, les gens deviennent léthargiques et arrêtent complètement de se nourrir.

## Accueil critique
Dans le New Yorker, Joyce Carol Oates décrie la nouvelle comme une « petite bombe » tandis que Susana Martinez-Conde (en) déclare dans Scientific American que Ce qu'on attend de nous est « l'une de ses nouvelles préférées sur le libre arbitre (ou son absence) ».